# Leland Clark
Leland C. Clark jr. (Rochester, 4 dicembre 1918 – 25 settembre 2005) è stato un biochimico e fisiologo statunitense.
Si laurea in chimica nel 1941 e consegue il dottorato in biochimica e fisiologia nel 1944 presso la University of Rochester. Inizia la sua carriera accademica all'Antioch College a Yellow Springs che proseguirà in Alabama e all'Università di Cincinnati.
Il suo nome è legato a importanti studi in campo sia medico che chimico:
- nel 1956 brevetta un sensore per la misura dell'ossigeno disciolto (sensore di Clark);
- agli inizi degli anni sessanta immobilizza su un sensore a ossigeno un enzima (glucosio ossidasi) per realizzare uno strumento che misurasse la concentrazione di glucosio. Crea così il primo biosensore;
- tentando di creare un sangue artificiale scopre che alcuni fluorocarburi sciolgono bene ossigeno molecolare e anidride carbonica.